# Machine Head (band)
Machine Head is een Amerikaanse metalband en een van de voortrekkers van het thrash-genre begin jaren 90.

## Biografie
In 1992 werd Machine Head opgericht door Robb Flynn, die voordien ook nog speelde bij Vio-Lence en Forbidden. Twee jaar later bracht de band hun debuutalbum Burn My Eyes uit, een album dat de nodige brokken maakte door de mix van thrashmetal met groove georiënteerde hardcore punk. In die periode stonden ze samen met bands als Biohazard, Napalm Death, Obituary en Slayer op het podium.
Na een aantal bezettingswisselingen kwam in 1997 hun tweede album The More Things Change... uit. Met deze cd was een evolutie weg van het thrashgeluid al ingezet. Ook na de release bleven bezettingswisselingen elkaar opvolgen, zo werd gitarist Logan Mader vervangen door Ahrue Luster. In 1999 volgde het album The Burning Red.
Met hun in 2001 uitgekomen cd Supercharger wisten ze een wat ruimer publiek te bereiken dankzij de hitsingle "Crashing Around You". Door de aanslagen van 11 september 2001 werd in de Verenigde Staten de promotiecampagne van het album onderbroken. In 2003 brachten ze dan hun eerste livealbum Hellalive uit.
Machine Head werd hierna in de VS gedumpt door hun label Roadrunner Records. Ook Ahrue Luster verliet de band en werd vervangen door Robb Flynns ex-Vio-Lence-collega Phil Demmel. De band bleef ook onafhankelijk verder werken aan hun volgende album Through the Ashes of Empires.
Dat kwam in Europa nog wel uit op Roadrunner Records en bezorgde de band een tweede jeugd. Het werd opnieuw omarmd door de fans die ze kwijt waren geraakt met The Burning Red en Supercharger. Door het succes in Europa werden ze ook in de VS opnieuw getekend door Roadrunner Records.
Om de tiende verjaardag van Burn My Eyes te vieren, nam Machine Head in de Londense Brixton Academy hun eerste dvd Elegies op. Hierop zijn zowel nummers uit de beginperiode als de versgeschreven nummers te aanschouwen.
In 2006 dook de band opnieuw de studio in om het nieuwe album The Blackening op te nemen, dat werd uitgebracht in 2007. Het album, dat werd geproduceerd door Robb Flynn en gemixt door Colin Richardson, werd wereldwijd zeer goed ontvangen.
Ter promotie van dat album stond de band met een eigen tournee in de Heineken Music Hall in Amsterdam op 30 november 2007. De tournee werd The Black Crusade genoemd en werd al snel vergeleken met de tournee The Unholy Alliance van Slayer. In het voorprogramma van deze Black Crusade stonden de nieuwe thrash-helden van Trivium, het razendsnelle en opzwepende DragonForce, het Zweedse Arch Enemy en de neo-thrashmetal band Shadows Fall.
In 2011 werd het album Unto the Locust uitgebracht dat weer werd geproduceerd door Robb Flynn zelf. Hierop wordt de positieve lijn van de vorige cd voortgezet en de nieuwe cd ontving dan ook weer goede kritieken.
Op 24 juni 2013 kondigde de band aan dat Jared MacEachern de nieuwe bassist werd. MacEachern speelde eerder al eerder mee met de band tijdens The Black Tyranny Tour in 2007, als vervanger van de toenmalige bassist.
Hun laatste album Bloodstone and Diamonds verscheen bij Nuclear Blast op 7 november 2014.
Op 28 september 2018 maakte de frontman Robb Flynn bekend dat, na het ontslag van meerdere bandleden, Machine Head zou stoppen. De nog geplande Noord-Amerikaanse tournee werd omgedoopt tot afscheidstournee.

## Bandleden
Huidige bandleden
- Robb Flynn – Leadzanger, gitarist (1991-)
- Dave McClain – Drummer (1995-)
- Phil Demmel – Gitarist, achtergrondzanger (2002-)
- Jared MacEachern – Bassist, achtergrondzanger (2013-)

Voormalig bandleden
- Logan Mader – Gitarist (1992-1998)
- Ahrue Luster – Gitarist (1998-2002)
- Adam Duce – Bassist (1991-2013)
- Tony Costanza – Drummer (1992-1994)
- Chris Kontos – Drummer (1994-1995)
- Walter Ryan – Drummer (1995)

## Discografie

### Albums
| Album met eventuele hitnotering(en) in de Nederlandse Album Top 100 | Datum van verschijnen | Datum van binnenkomst | Hoogste positie | Aantal weken | Opmerkingen |
| ------------------------------------------------------------------- | --------------------- | --------------------- | --------------- | ------------ | ----------- |
| Burn my eyes                                                        | 09-08-1994            | 27-08-1994            | 35              | 10           |             |
| The more things change...                                           | 25-03-1997            | 29-03-1997            | 20              | 9            |             |
| The burning red                                                     | 10-08-1999            | 14-08-1999            | 35              | 6            |             |
| Supercharger                                                        | 02-10-2001            | 13-10-2001            | 88              | 2            |             |
| Hellalive                                                           | 11-03-2003            | -                     |                 |              |             |
| Through the ashes of empires                                        | 2003                  | 08-11-2003            | 65              | 2            |             |
| The blackening                                                      | 23-03-2007            | 31-03-2007            | 29              | 5            |             |
| Unto the locust                                                     | 23-09-2011            | 01-10-2011            | 20              | 3            |             |
| Bloodstone & Diamonds                                               | 07-11-2014            |                       |                 |              |             |
| Catharsis                                                           | 26-01-2018            | 01-10-2011            | 41              | 3            |             |

| Single met hitnotering(en) in de Vlaamse Ultratop 50 | Datum van verschijnen | Datum van binnenkomst | Hoogste positie | Aantal weken | Opmerkingen |
| ---------------------------------------------------- | --------------------- | --------------------- | --------------- | ------------ | ----------- |
| The more things change...                            | 1997                  | 05-04-1997            | 11              | 7            |             |
| The burning red                                      | 1999                  | 21-08-1999            | 41              | 2            |             |
| Supercharger                                         | 2001                  | 13-10-2001            | 46              | 1            |             |
| The blackening                                       | 2007                  | 07-04-2007            | 52              | 5            |             |
| Unto the locust                                      | 2011                  | 01-10-2011            | 19              | 8*           |             |
| Machine f**king head live                            | 2012                  | 24-11-2012            | 110             | 1*           |             |

### Dvd
- Elegies (2005)